# Музыка Латвии
Музыка Латвии в течение многих лет находилась под сильным влиянием немецкой культуры, лишь в конце XIX века начала формироваться национальная школа. В то же время народные музыкальные традиции страны имеют давнюю историю и богатое наследие.

## Древняя история
Наиболее ранние известные сведения о латвийской музыке относятся к периоду неолита: археологами обнаружены инструменты рода флейт. К концу первого тысячелетия народами, населявшими территорию современной Латвии, было создано множество инструментов, таких как кокле (струнно-щипковый инструмент рода цитры), чья конструкция сохранилась до наших дней. Древнейшие сведения о латышской народной музыке относятся к 11 веку. Среди народных жанров — трудовые, календарные, семейно-обрядовые песни.

## Средние века и Новое время
К моменту завоевания территории современной Латвии крестоносцами (XIII век) музыкальная культура этого региона была по преимуществу народной. Вплоть до XIX века музыкальная культура Латвии основывалась почти исключительно на немецких традициях. С XIII века развивалась католическая, а с XVI века ― также протестантская церковная музыка. В Риге существовали гильдии и цеха городских музыкантов, состоявшие только из немцев. Первые книги литургических песнопений на латышские тексты были напечатаны в Кёнигсберге в 1587 году и в Риге ― в 1615. С XVII по XIX век музыкальная жизнь Латвии была тесно связана с европейской культурой. В Риге действовало Музыкальное общество (с 1760) и Городской театр (с 1782), а при дворе герцога Курземе в Митау (ныне Елгава) работали известные музыканты, такие как Иоганн Фишер, Франц Адам Вайхтнер, Иоганн Адам Хиллер. С 1753 по 1788 в Риге работал ученик Баха Иоганн Готфрид Мютель.
В XVIII―XIX веках во многих латвийских церквях были установлены органы, до наших дней сохранилось около 250 исторических инструментов. Орган Домского собора в Риге с четырьмя мануалами и 125 регистрами, построенный в 1884 году, был на момент открытия крупнейшим в Европе. В Латвии, лежавшей на пути между крупнейшими концертными центрами Западной Европы и Санкт-Петербургом, стали проходить концерты известных органных виртуозов того времени. Укрепились культурные связи латвийской интеллигенции с Кёнигсбергским университетом. В 1764―1769 в Риге жил немецкий философ Иоганн Готфрид Гердер (1744―1803), первым начавший публиковать в Европе латышские народные песни. Среди других известных деятелей культуры, чья биография была связана с Латвией ― музыкальный издатель Иоганн Фридрих Харткнох (1740―1789).

## XIX век
В первой половине XIX века в Ригу с концертами приезжали Джон Филд, Роберт и Клара Шуманы, Ференц Лист, Гектор Берлиоз, Антон Рубинштейн. В 1837―1839 в городе жил Рихард Вагнер, здесь он начал работу над оперой «Риенци».
Вторая половина XIX века ― время формирования латышской национальной музыкальной школы. Одним из первых её представителей стали композиторы Карлис Бауманис (1835―1905), автор текста и музыки латвийского гимна, и Янис Цимзе (1814―1881), собиравший и обрабатывавший народную музыку. Среди музыкальных жанров активнее всего развивалось хоровое пение, в 1873 году прошёл первый песенный фестиваль, ставший традиционным и проводящийся каждые пять лет.
Музыкальное образование в Латвии XIX века было доступно лишь в семинариях и нескольких музыкальных школах, а для получения более полного образования музыканты отправлялись за границу или в Санкт-Петербург. Латвийская академическая музыка конца века, как и во многих других восточноевропейских странах, находилась под сильным влиянием фольклора. Такие композиторы, как Андрей Юрьянс, Язепс Витолс и Эмилис Мелнгайлис, часто использовали в своих сочинениях прямое цитироване народных песен, другие (Альфред Калныньш, Эмиль Дарзиньш) избегали этого, но и в их работах существенное место занимают элементы фольклора.

## XX век
Кратковременный период независимой республики (1918―1940) ― эпоха бурного развития музыкальной культуры Латвии. В Риге открывается Латвийская национальная опера (первый латышский оперный спектакль ― «Банюта» Альфреда Калныньша ― был поставлен на её сцене в 1920), Латвийская консерватория (ныне Латвийская музыкальная академия имени Язепа Витола, 1919), музыкальные школы, основан первый постоянный симфонический оркестр (оркестр Рижского радио, 1926) и ряд камерных ансамблей. Различные направления композиторского искусства представлены Язепсом Витолсом, Альфредом Калныньшем, Язепсом Медыньшем (национальный романтизм), Янисом Медыньшем и Янисом Калныньшем (поствагнеризм), Янисом Кнепитисом и Янисом Залитисом (импрессионизм) и др.
С присоединением Прибалтики к СССР в Латвии был учреждён ряд новых музыкальных коллективов, так, в 1940 был основан Хор радио и телевидения, год спустя ― Латвийская филармония, в 1944 ― Союз композиторов Латвийской ССР, вскоре после войны открыт Театр оперетты. В 1947 году композитором и дирижёром С. М. Краснопёровым при филармонии был организован первый оркестр латышских национальных инструментов и первый ансамбль латышского танца и песни Sakta, им же была разработана академическая версия национального инструмента кокле.
Во второй половине 1940-х латвийская музыка попала под жёсткий контроль со стороны партийной цензуры. Многие композиторы вынуждены были эмигрировать и продолжить свою работу за границей, среди них ― Янис Калниньш, Вольфганг Дарзиньш, Таливалдис Кениньш, Гундарис Поне. В эпоху «оттепели» в латвийской музыке появились качественно новые стилевые течения, связанные с европейским послевоенным авангардом, однако основными направлениями оставались неоромантизм и неоклассицизм.
Основной оперной площадкой Латвийской ССР был Государственный театр оперы и балета. На его сцене ставились как классические, так и современные оперы, в том числе ― новейшие сочинения латвийских композиторов. В разное время дирижёрами в этом театре были Леонидс Вигнерс, Эдгар Тонс, Рихардс Глазупс, Александр Вилюманис, а также иностранцы — Лео Блех, Гинтарас Ринкявичюс и др.

## XXI век
Современная Латвия ― крупный центр европейской музыкальной культуры. В Риге и других городах регулярно проходят концерты крупнейших мировых музыкантов, международные музыкальные конкурсы и фестивали. Особенно известны фестивале в Юрмале (Дзинтари) и Сигулде.
Среди латвийских музыкантов, завоевавших мировую известность во второй половине XX и начале XXI века, ― композиторы Янис Иванов, Пауль Дамбис, Майя Эйнфельде, Артур Гринупс, Имантс Калныньш, Ромуалдс Калсонс, Петерис Плакидис, Георг Пелецис, Юрис Карлсонс, Петерис Васкс, Раймонд Паулс, Имантс Земзарис, дирижёры Арвид Янсонс и его сын Марис, Андрис Нельсонс, певцы Карлис Зариньш, Янис Спрогис, Ингус Петерсонс, Самсон Изюмов, Александр Антоненко, певицы Жермена Хейне-Вагнере, Инессе Галанте, Элина Гаранча, Майя Ковалевска, пианисты Артур Озолиньш, Илзе Граубиня, Вестардс Шимкус, скрипачи Байба Скриде, Иева Граубиня-Браво, Расма Лиелмане-Кортеса, Валдис Зариньш и Гидон Кремер, фортепианный дуэт Нора Новик и Раффи Хараджанян, валторнист Арвидс Клишанс, виолончелистка Элеонора Тестелец, хоровые дирижёры Имантс Цепитис, Имантс и Гидо Кокарсы, органисты Таливалдис Декснис и Ивета Апкална.
В 2017 году Radio SWH организовало опрос к столетию Латвийской республики, по результатам которого были выбраны 100 лучших песен Латвии. В десятку лучших вошли:
1. Saule, Pērkons, Daugava — хоровое исполнение, слова Райниса, музыка Мартыньша Браунса.
2. Dzimtā valoda — исполнение группы Līvi, слова Григория Виеру, музыка Айнара Варги[латыш.].
3. Mana dziesma[латыш.] — исполнение Ренарса Кауперса, слова Инги Ципе и Ренарса Кауперса, музыка Ренарса Кауперса.
4. Pie Dieviņa gari galdi[латыш.] — исполнение Мартыньша Фрейманиса[латыш.], слова и музыка народные.
5. Viņi dejoja vienu vasaru[латыш.] — исполнение группы Menuets[латыш.], слова Мариса Чаклайса, музыка Имантса Калныньша.
6. Manai tautai[латыш.] — исполнение Иевы Акуратере[латыш.], слова Андриса Ритманиса, музыка Бригиты Ритмане.
7. Dziesma, ar ko tu sāksies?[латыш.] — исполнение группы Menuets[латыш.], слова Виктора Калныньша[латыш.], музыка Имантса Калныньша.
8. Tik un tā[латыш.] — исполнение Улдиса Стабулниекса, слова Мары Залите, музыка Улдиса Стабулниекса.
9. Kalniem pāri[латыш.] — исполнение группы The Sound Poets, слова и музыка Яниса Айшпурса.
10. Mēmā dziesma[латыш.] — исполнение Норы Бумбиере и Виктора Лапченка, слова Яниса Петерса, музыка Раймонда Паулса.